# Bye Bye (émission de télévision)
Pour les articles homonymes, voir Bye Bye.
Le Bye Bye est une émission de télévision québécoise.
Cette émission est présentée le 31 décembre à 23 heures sur les ondes de Radio-Canada, un télédiffuseur public. Cette émission est une revue humoristique de l'année en cours. Originellement, elle a été présentée à chaque année de 1968 à 1996 sans interruption. Elle fut diffusée à nouveau en 1998, en 2003, de 2006 à 2008. Elle est de retour annuellement depuis 2010.

## Historique

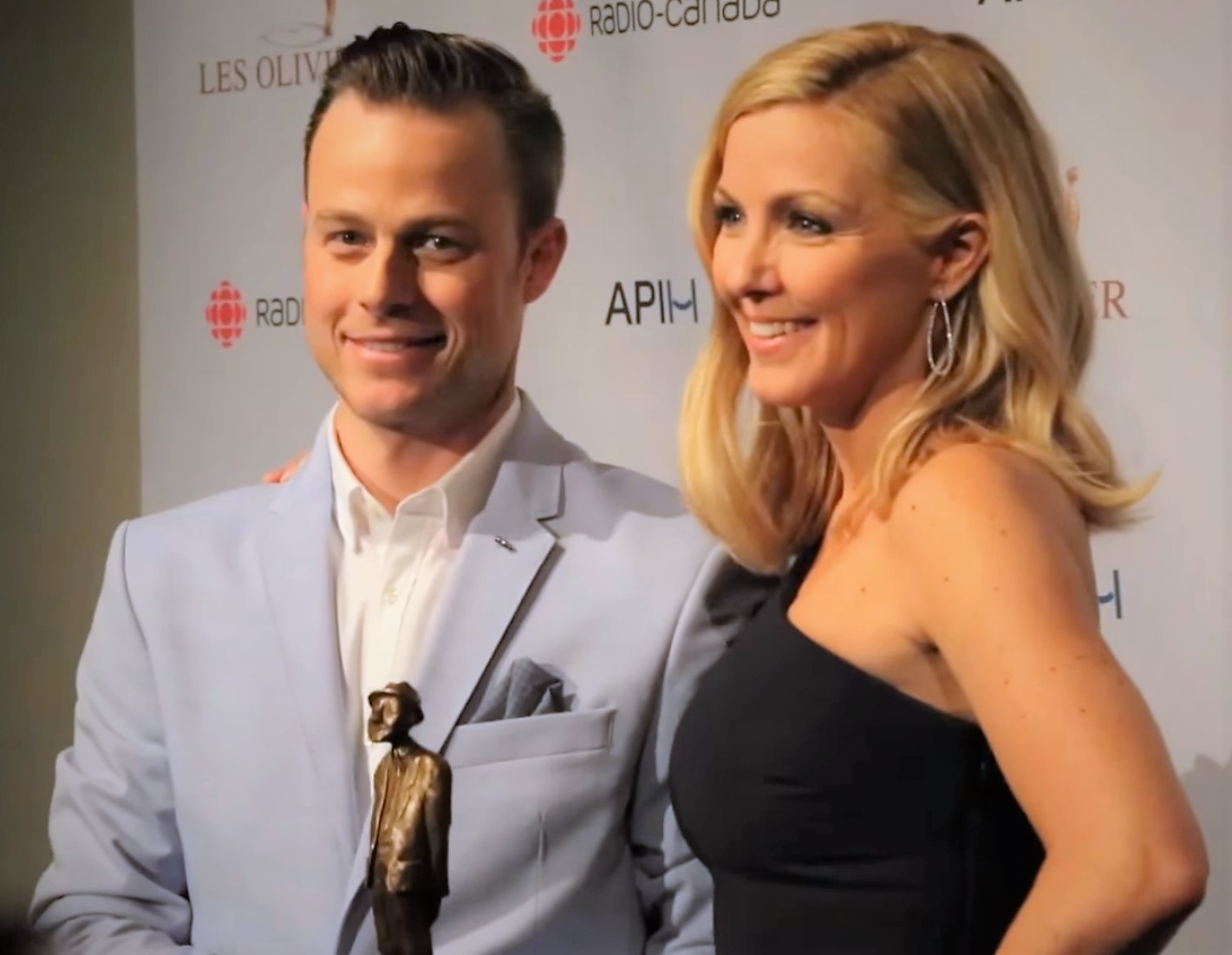
Louis Morissette et Véronique Cloutier ont été impliqués dans les Bye-Bye de 2003, 2008, 2010 à 2013, 2015 et 2018

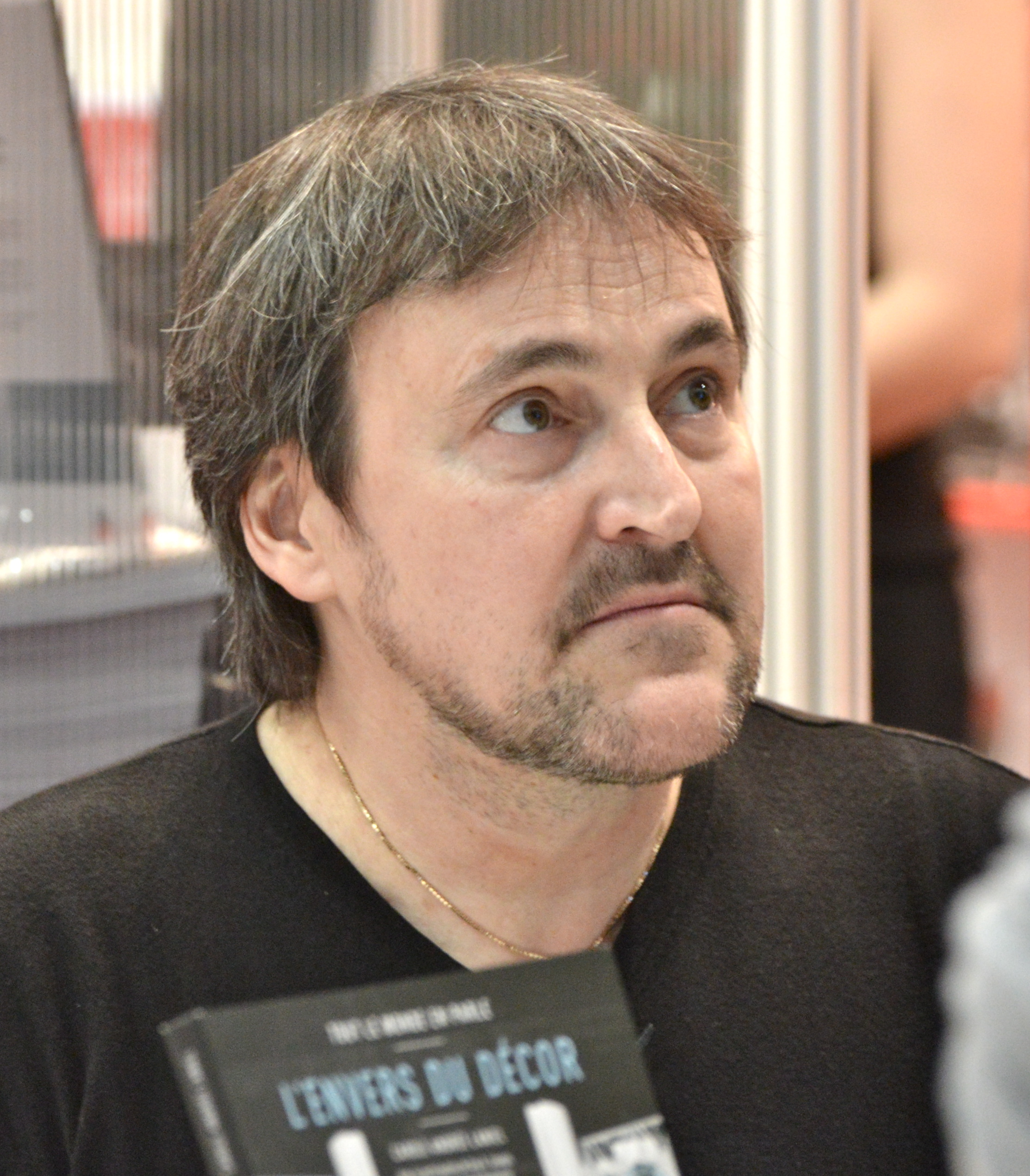
Guy A. Lepage et les membres de RBO ont présentés les Bye Bye de 2006 et de 2007

### Origines
Avant de recevoir l'appellation Bye Bye, le concept a été présenté sous un autre nom, soit Salut '57!, diffusé le 31 décembre 1956. Le 31 décembre 1957 et puis pendant trois autres années, de 1959 à 1961, c'est l'émission Au p'tit café qui se charge de la revue de l'année qui se termine. D'autres comme Zéro de conduite, Ça va éclater! et Les Couche-tard furent aussi utilisés, en rapport avec les spéciaux de fin d'année que les émissions présentaient.
La figure la plus marquante, est Dominique Michel, ayant participé à plus d'une trentaine de revue de l'année dont une vingtaine de Bye Bye, puisqu'elle a aussi fait partie des concepts précurseurs

### Bye Bye
L'émission a été présentée à toutes les années de 1968 jusqu'à 1996. En 1990 et 1991, les éditions étaient présentées en direct en provenance du Palais des congrès de Montréal. En 1992, l'édition était présentée en direct de l'Amphithéâtre Bell. De 1993 à 1995, les éditions étaient présentées en direct (avec quelques sketches préenregistrés) en provenance du Centre Pierre-Charbonneau. En 1996, pour souligner le déluge du Saguenay, l'édition était diffusée en direct du Pavillon Sportif de l'Université du Québec à Chicoutimi.
Toutefois, en raison de la démission des membres de l'équipe du Bye Bye 1997, le spécial n'a pas été présenté cette année-là. Cependant, une rétrospective des meilleurs sketchs avait été diffusée. En 1998, Daniel Lemire prend en charge toute la structure du Bye Bye. Ce fut le dernier spécial jusqu'à ce que Radio-Canada engage Véronique Cloutier pour une nouvelle formule en 2003. L'année 2004 ayant été difficile pour Cloutier, Radio-Canada a décidé de ne pas renouveler l'expérience. À la demande populaire et constatant qu'il n'y avait plus de domination télévisuelle la veille du Jour de l'an, Radio-Canada engage le groupe Rock et Belles Oreilles (RBO) pour concevoir une nouvelle mouture du Bye Bye, celui de 2006 afin de souligner les 25 années d'existence du groupe. C'est aussi RBO qui a conçu le Bye Bye de 2007. Toutefois, pour 2008, Radio-Canada s’est tourné de nouveau vers Véronique Cloutier pour animer et produire cette revue télévisée de fin d'année.

#### Années 2000

##### Controverse de l'édition de 2008
Plusieurs artistes avaient approché Radio-Canada pour produire le Bye Bye de 2008, dont Guy Nantel, Fabienne Larouche et Les Chick'n Swell, mais le diffuseur public s'est plutôt tourné vers le concept proposé par Véronique Cloutier. Elle avait d'ailleurs animé l'émission spéciale Ceci n'est pas un Bye Bye! en 2003, qui avait été produite par Guy Cloutier et dont les textes avaient été écrits par les mêmes scénaristes que cette version-ci. L'édition de 2008 comportera des sketchs humoristiques et des prestations musicales.
Cette édition du Bye Bye a suscité de vives réactions de la part du public et des médias, car certains sketchs ont été jugés comme étant racistes, xénophobes, vulgaires et ne convenant pas à un public général. Devant ces réactions, Louis Morissette et Véronique Cloutier ont présenté leurs excuses pour avoir choqué et déçu par certains de leurs sketchs.
Les présumés propos racistes du Bye Bye 2008 ont fait naître des débats virulents dans les blogues et dans les médias partout au Canada et se sont soldés par des centaines de commentaires et plaintes reçus à Radio-Canada et 210 plaintes déposées au Conseil de la radiodiffusion et des télécommunications canadiennes (CRTC) ,,,.

##### 2009 - La fin prévue mais évitée et la suite
En 2009, Radio-Canada confirme qu'elle ne produira plus de Bye Bye jusqu'à nouvel ordre. Une émission spéciale de Tout le monde en parle remplace la revue humoristique de fin d'année cette année-là. Bien que la croyance veut que cet arrêt soit en lien avec la controverse qu'a suscitée le Bye Bye 2008, le diffuseur public assure que ce n'est pas la raison. Les humoristes du groupe Rock et Belles Oreilles avaient été approchés plus tôt pour prendre en charge un éventuel Bye Bye 2009, mais leur agenda était trop chargé.
La présentation d'un épisode spécial de Tout le monde en parle a fait reculer les cotes d'écoute de Radio-Canada le soir du 31 décembre 2009 de près d'un million de téléspectateurs. Les cotes d'écoute de la télévision de Radio-Canada ont chuté de 2 668 000 en 2008 à 1 795 000 en 2009. Une partie de cette clientèle a plutôt choisi de terminer l’année avec Dieu merci, l'année est finie!, qui a incité 1 663 000 téléspectateurs à syntoniser TVA, alors que 1 461 000 l'avaient fait l'année précédente.
Cet épisode de Tout le monde en parle contenait un mini-Bye Bye surprise de 7 sketchs totalisant 16 minutes (sans inclure le temps de pub), ce qui fut la dernière production originale de Rock et Belles Oreilles.
En 2010, Radio-Canada avait fait une annonce qu'elle produira un Bye Bye, et que Véronique Cloutier et Louis Morissette en étaient les responsables.
En mai 2023, Radio-Canada annonce que Claude Legault rejoint l'équipe du Bye Bye. Il fait partie de l’équipe principale formée de Guylaine Tremblay, Sarah-Jeanne Labrosse et Pierre-Yves Roy-Desmarais.
L'édition 2024 est revenue avec une équipe de production très similaire à celle de l’année précédente, mettant de nouveau en vedette Sarah-Jeanne Labrosse, Claude Legault, Pierre-Yves Roy-Desmarais et Guylaine Tremblay.

##### 2016-2024 - Ère Simon-Olivier Fecteau et Guillaume Lespérance
Le Bye Bye 2016 marque l'entrée en scène d'un nouveau duo à la tête de l'équipe de production. Simon-Olivier Fecteau assure la réalisation, alors que Guillaume Lespérance prend en charge la production.
L'édition 2024 est revenue avec une équipe de production très similaire à celle de l’année précédente, mettant de nouveau en vedette Sarah-Jeanne Labrosse, Claude Legault, Pierre-Yves Roy-Desmarais et Guylaine Tremblay. Les cotes d’écoute de l’édition 2024 sont en baisse de 9 % par rapport à l’année précédente, avec un total de 3 013 000 téléspectateurs.
Le 12 mars 2025, après neuf ans à diriger son équipe, Fecteau annonce qu'il ne serait pas de retour pour le Bye Bye 2025, afin de se consacrer à ses projets personnels. Le producteur Lespérance décide quant à lui d'étendre sa participation.

## Distribution et équipe de production

### Dominique Michel
La comédienne et humoriste Dominique Michel a participé à vingt Bye Bye dans sa carrière, de celui de 1971 jusqu'à celui de 2018 incluant le spécial de 1997 30 fois Bye Bye. Elle participa à 4 séquences de 4 années consécutives. Elle a répété pendant de nombreuses années avoir participé à son dernier « Bye Bye » avant d’y revenir l’année suivante pour une édition supplémentaire, ce qui devint un gag récurrent.
Les revues de l'année auxquelles elle a participé comme comédienne principale sont les suivantes : 
- 1971, 1972, 1973, 1974, 1976, 1983, 1984, 1985, 1986, 1988, 1989, 1990, 1991, 1993, 1994, 1995, 1996.

Elle participera aussi comme scénariste à celui de 1976. Elle coanimera la rétrospective de 1997 avec Patrice L'Écuyer.
Elle a également eu de brèves apparitions lors des éditions de 2003 et 2018. Elle est présente dans une publicité diffusée durant l'édition de 2021 pour une entreprise de gestion et de location de résidences pour personnes âgées avec Sarah-Jeanne Labrosse, comédienne de l'édition de cette année-là.

### Distribution et équipe de production par édition

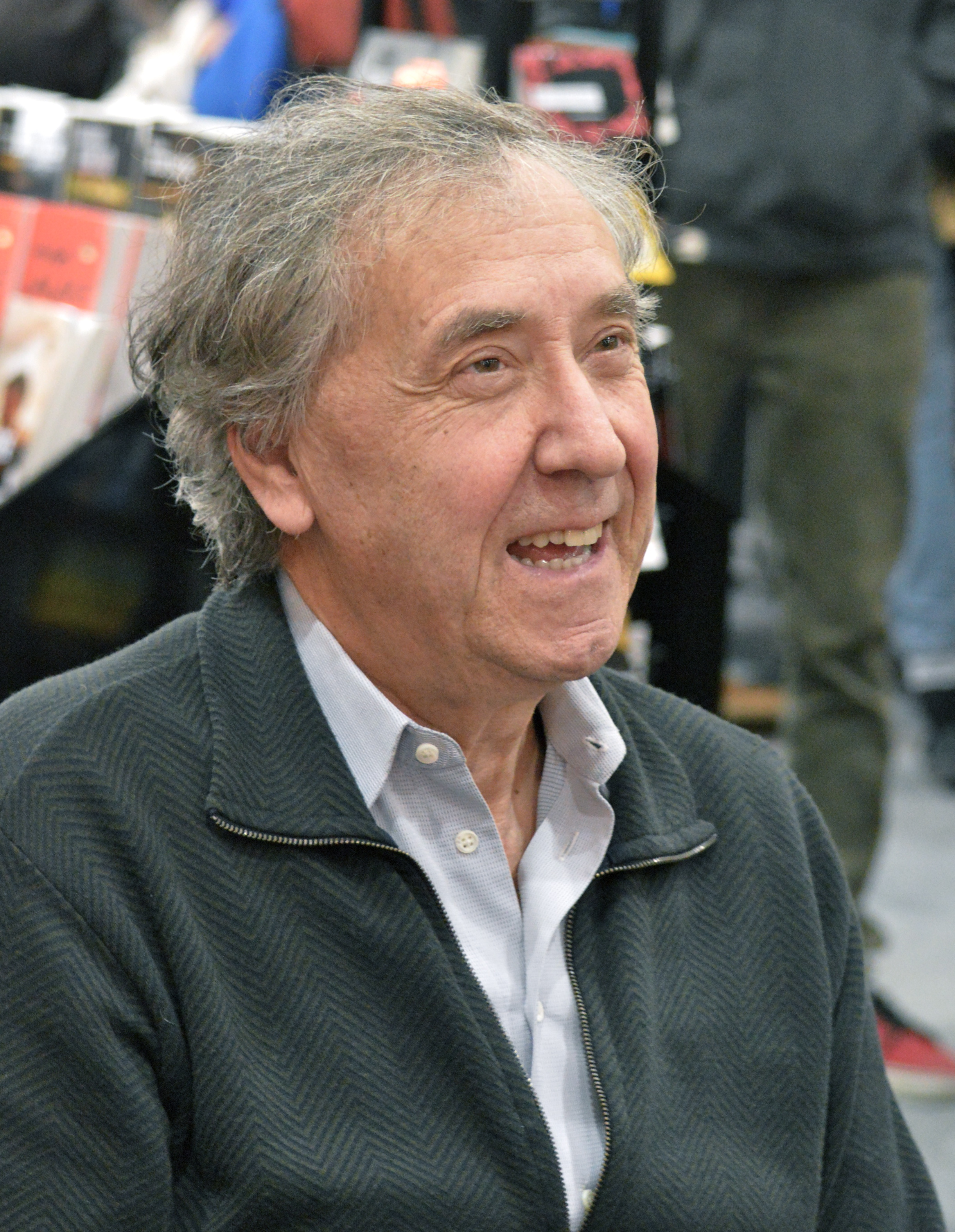
André Dubois a été scénariste et comédien au Bye Bye. Il a collaboré à cette émission entre 1971 et 1988

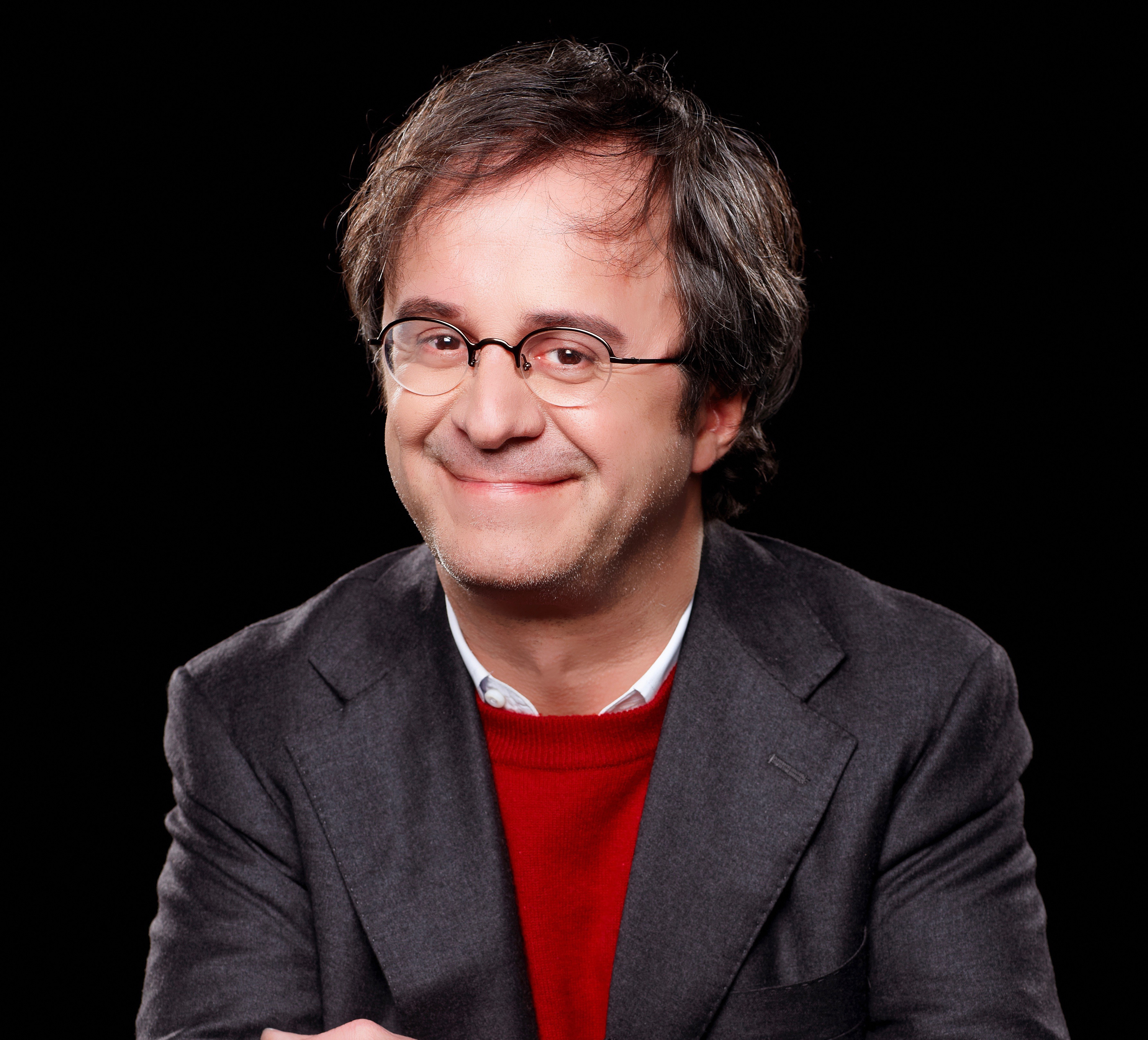
Stéphane Laporte a été scénariste du Bye Bye de 1993 à 1996

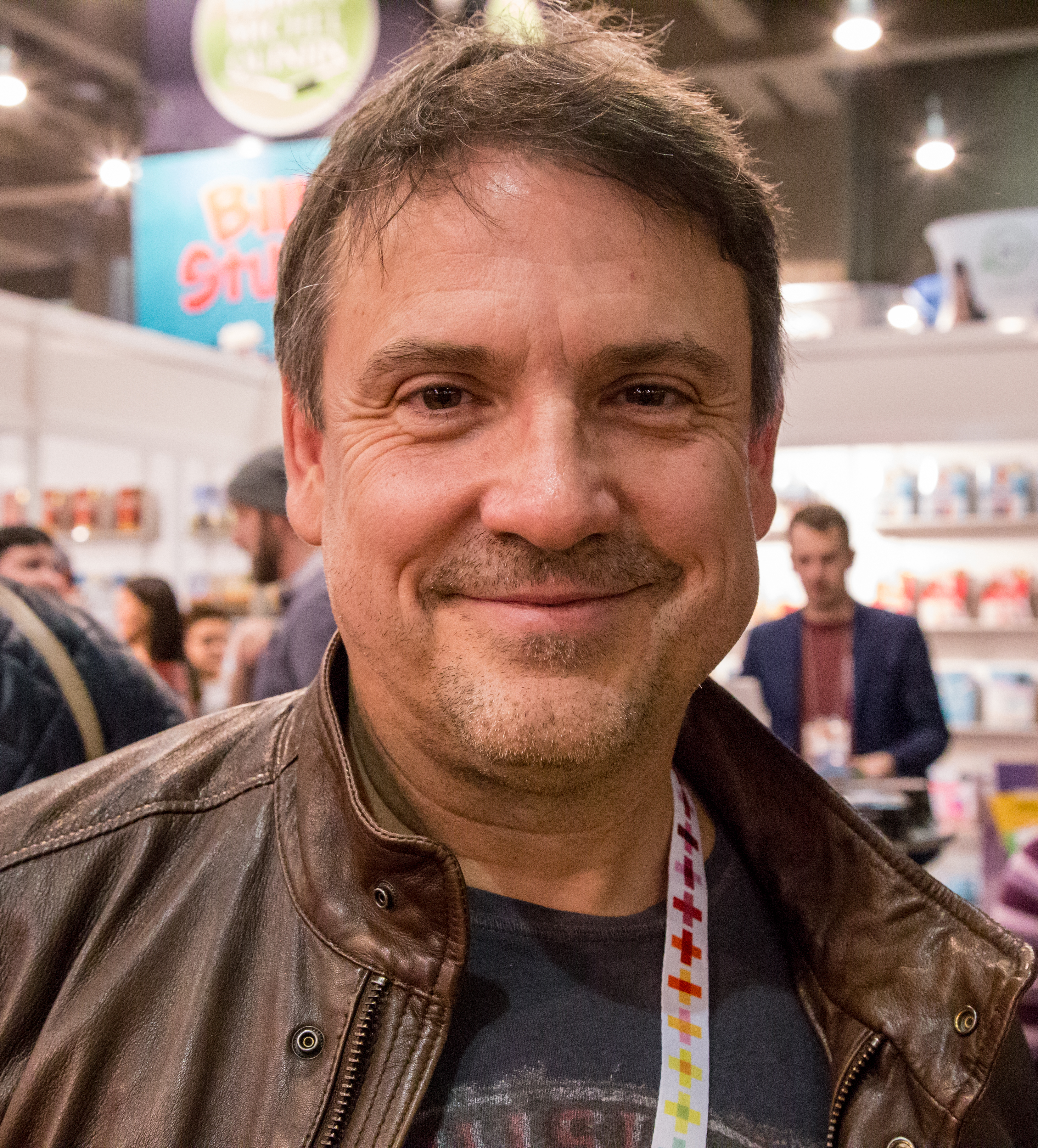
Claude Legault participe au Bye Bye depuis 2018

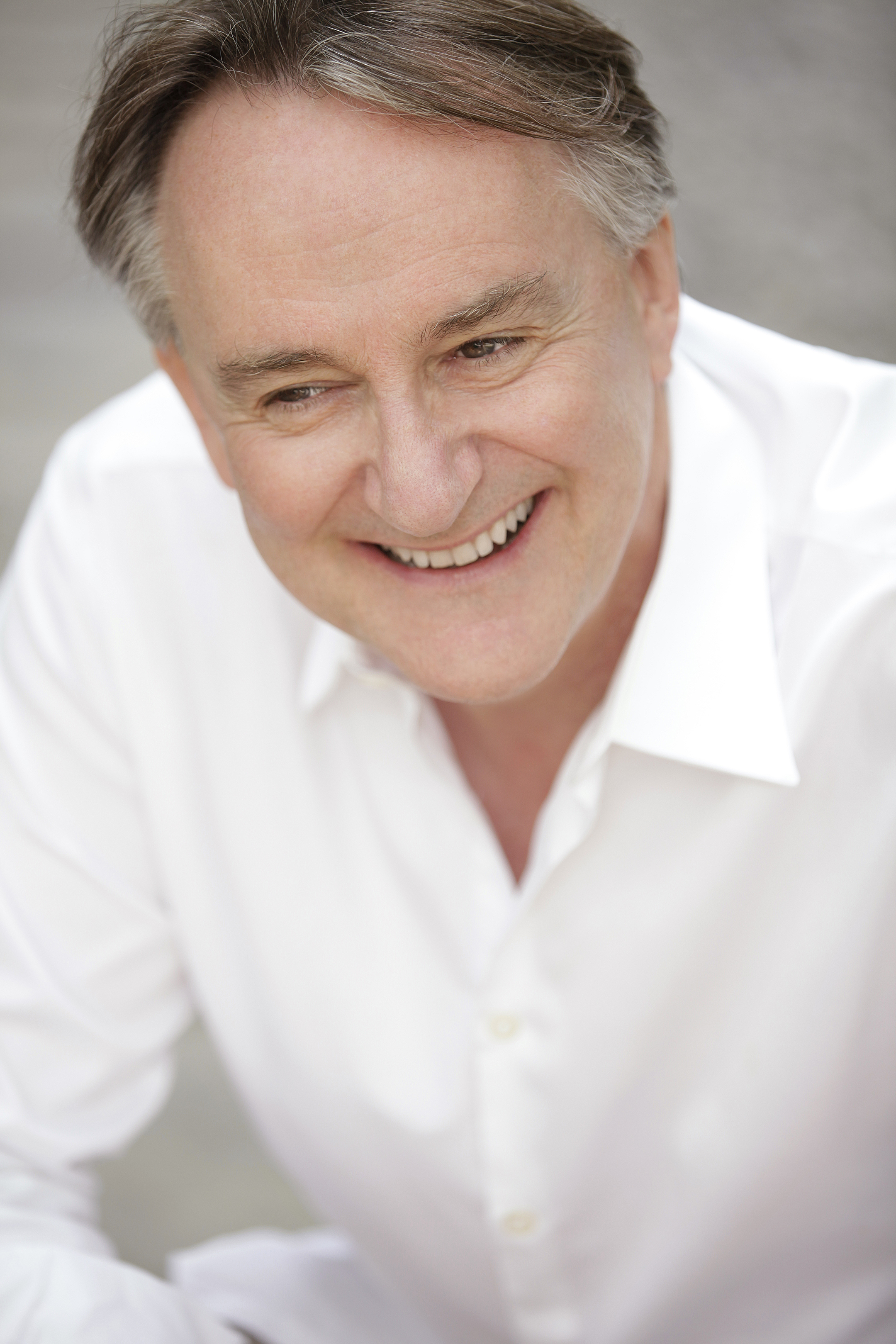
Yves Jacques a participé au Bye Bye à 9 reprises en 1981 et 1982 suivi de 1986 à 1991 et en 2018

Voici la liste des personnes de l'équipe de production et la distribution des rôles par années.
| Année                                                                                         | Réalisateur(s)                                                               | Scénariste(s) | Comédiens et contenu |
| --------------------------------------------------------------------------------------------- | ---------------------------------------------------------------------------- | --- | --- |
| 1968                                                                                          | Richard Martin                                                               | Roger Garand, Gilles Richer, Dave Broadfoot | Marthe Fleurant, Françoise Lemieux, Claude Landré et Donald Lautrec. |
| 1969                                                                                          | Richard Martin                                                               | Roger Garand | Marthe Fleurant, Chantal Renaud, Donald Lautrec et Claude Michaud |
| 1970                                                                                          | Jean Bissonnette                                                             | Gilles Richer | Louise Latraverse, Françoise Lemieux, Louise Forestier, Denis Drouin et Olivier Guimond Numéro populaire : Le soldat à Westmount |
| 1971                                                                                          | Jean Bissonnette                                                             | Roger Garand | Dominique Michel, Denise Filiatrault, Serge Grenier, Marcel Saint-Germain, André Dubois et Marc Laurendeau |
| 1972                                                                                          | Richard Martin                                                               | Roger Garand, André Dubois et Marie Perreault | Dominique Michel, Roger Baulu, Jacques Normand, Réal Béland (père), Denise Proulx, André Dubois et Benoît Marleau |
| 1973                                                                                          | Louis-George Carrier                                                         | Gilles Richer et Gilles Gougeon | Dominique Michel, Danielle Ouimet, Paul Berval, Denis Drouin et Benoît Marleau; invités spéciaux: Donald Pilon, André Dubois et Jean-Guy Moreau |
| 1974                                                                                          | Roger Fournier                                                               | André Dubois | Dominique Michel, Danielle Ouimet, Paul Berval, André Dubois et Benoît Marleau avec la participation de Thérèse Morange, Michelle Mercure et Jean-Guy Viau |
| 1975                                                                                          | Richard Martin                                                               | Marc Favreau | Marc Favreau (dans le rôle de Sol) et plus de 25 artistes dont Muriel Millard, Denis Drouin, Jacques Zouvi, France Castel, Renée Claude, Véronique Béliveau, Christine Charbonneau, Christine Chartrand, Renée Martel, Louise Latraverse, Françoise Lemieux, Ghyslain Tremblay, Jacques Famery, Benoit Girard, Serge Laprade, Jacques Boulanger, André Gagnon, Michel Louvain, Jean Mathieu, Élisabeth Chouvalidzé, Catherine Bégin, Aimé Major, Roger Lebel, Gaétan Labrèche, Alpha Boucher, Richard Niquette, Ovila Légaré et Juliette Huot. |
| 1976                                                                                          | Jean Bissonnette                                                             | Guy Fournier, Marcel Gamache, Dominique Michel, Denise Filiatrault, Jean-Pierre Plante, Claude Meunier, Michel Robert et Pierre Létourneau | Dominique Michel, Denise Filiatrault, Paul Berval, René Caron, Michel Forget, Yvon Leroux, Benoît Marleau, Jean Mathieu, Jean-Pierre Plante, Serge Thériault, Paul Houde et Roger Turcotte. Revue de l'année 1976 où l'on ne manque pas de souligner la victoire du Parti québécois. |
| 1977                                                                                          | Richard Martin                                                               | André Dubois et Jean-François Lépine | Denise Filiatrault, Michel Desrochers, André Dubois, Michel Forget, Benoît Marleau, Jean Mathieu, André Montmorency, Jérôme Lemay, Jean-Guy Moreau et Jacques Normand. La loi 101 et l'arrivée de Claude Ryan sur la scène politique offrent aux artisans du Bye Bye un matériel de choix. |
| 1978                                                                                          | Pierre Desjardins                                                            | André Dubois et Jean-Pierre Plante | France Castel, Louise Forestier, Michel Desrochers, André Dubois, Michel Forget, Gaston Lepage, Jean-Guy Moreau, Marc Messier, Yvon Bouchard, Jean-Guy Latour, Murielle Paquette, Michelle Léger, Lorraine Pintal et Danielle Schneider |
| 1979                                                                                          | Roger Fournier                                                               | André Dubois, Jean-Pierre Liccioni et Michel Desrochers | Louise Forestier, Véronique Le Flaguais, Michel Côté, Michel Desrochers, Pierre Lacroix, Jean Mathieu, Claude Michaud, Marc Messier, Albert Millaire, André Montmorency, Yvon Bouchard et Denis Bergeron avec la participation de Nathalie Fortin et Éric Beauséjour dans le rôle des enfants.L'auteur des textes, André Dubois, ne manque pas d'écorcher les événements et personnalités qui ont marqué l'année 1979. Au programme : la loi 22, la grève du métro de Montréal, Jean Lajeunesse et Janette Bertrand à leur émission Parle parle, jase jase, etc. |
| 1980                                                                                          | Pierre Desjardins                                                            | Jean-Pierre Plante, Patrick Beaudin, Serge Grenier, Mouffe et Michel Rivard | Andrée Boucher, René Caron, France Castel, Marie-Josée Caya, Michel Côté, Michèle Deslauriers, Michel Desrochers, Gisèle Dufour, Louise Forestier, Marcel Gauthier, Geneviève Lapointe, Marc Legault, Gaston Lepage, Pauline Martin, Jean Mathieu, Monique Mercure, Marc Messier, Jean-Guy Moreau, Christine Olivier, Élie Oren, Gérard Paradis, Gérard Poirier, Michel Rivard et Claude Quenneville |
| 1981 Bonne année Roger                                                                        | Jean-Jacques Sheitoyan                                                       | Marie Perreault, Claude Meunier, Louis Saïa, Louise Roy et Roger Harvey | Michel Desrochers, Normand Chouinard, Pauline Martin, Véronique Le Flaguais, France Castel, Marc Messier, Serge Thériault, Robert J.A. Paquette, François Trottier, Patrice Arbour, Ghyslain Tremblay, Michèle Deslauriers, Yves Jacques, Mireille Thibault, Claude Meunier, Robert Paquette, Claude Mailhot, Yoland Guérard et Jean Guilda. Un Bye Bye où les parodies d'émissions de télévision occupent une place de choix. |
| 1982 Le Bye Bye                                                                               | Jean-Jacques Sheitoyan                                                       | Claude Meunier et Louis Saïa | France Castel, Louise Latraverse, Rose Ouellette, Pauline Martin, Michel Desrochers, Jean-Guy Moreau, Serge Thériault, Claude Meunier, Michèle Deslauriers, Rémy Girard, Yves Jacques et Jean Besré |
| 1983                                                                                          | Jacques Payette                                                              | André Dubois | Dominique Michel, Pauline Martin, Normand Chouinard, Michel Forget et Paul Houde avec la participation d’André Dubois |
| 1984                                                                                          | Jacques Payette                                                              | André Dubois | Dominique Michel, Pauline Martin, Michel Côté et Marc Messier avec la participation de Raymond St-Pierre, Paul-André Comeau, Jean-François Lépine et Jeannette Charles dans le rôle de la reine Élisabeth II |
| 1985                                                                                          | Jacques Payette                                                              | André Dubois | Dominique Michel, Pauline Martin, Michel Côté et Marc Messier |
| 1986                                                                                          | Jacques Payette                                                              | André Dubois | Dominique Michel, Michèle Deslauriers, Michel Côté et Yves Jacques |
| 1987                                                                                          | Pierre Desjardins                                                            | Scripteur en chef: Louis Saïa; Auteurs supplémentaires: Alain Dumas, Michel Morin, Pierre Huet, Jacques Grisé, Michel Lessard, Daniel Lemire, Lise Maufette | Michèle Deslauriers, Véronique Le Flaguais, Normand Chouinard, Pierre Verville et Yves Jacques |
| 1988                                                                                          | Claude Maher                                                                 | André Dubois | Dominique Michel, Pauline Martin, Yves Jacques et Patrice L'Écuyer |
| 1989                                                                                          | Claude Maher                                                                 | Jean-Pierre Plante et Michel Rivard | Dominique Michel, Suzanne Champagne, Yves Jacques et Patrice L'Écuyer |
| 1990                                                                                          | Claude Maher                                                                 | Jean-Pierre Plante | Dominique Michel, Patrice L'Écuyer, Michel Barrette, Claudine Mercier, Yves Jacques, René Simard et Les B.B. |
| 1991                                                                                          | Claude Maher                                                                 | Jean-Pierre Plante et Daniel Lemire | Dominique Michel, Patrice L'Écuyer, Yves Jacques, René Simard, Marina Orsini, Daniel Lemire, Julie Masse, Roy Dupuis et Denise Filiatrault |
| 1992                                                                                          | Jacques Payette                                                              | François Camirand, René Brisebois, Dominique Lévesque, Dany Turcotte, Pierre Huet, Michel Morin, Joanne Arseneau et Josée Fortier avec René Richard Cyr | Véronique Le Flaguais, Guylaine Tremblay, Diane Lavallée, Luc Guérin, Bernard Fortin, Stéphane Jacques, Guy Jodoin et Sylvie Fréchette |
| 1993                                                                                          | Claude Maher                                                                 | Stéphane Laporte | André-Philippe Gagnon, Dominique Michel, Pascale Bussières et Patrice L'Écuyer avec Julie Snyder, Rodger Brulotte et la participation spéciale des entraîneurs de hockey Pierre Pagé et Jacques Demers |
| 1994                                                                                          | Stéphane Laporte et Jean-Jacques Sheitoyan                                   | Stéphane Laporte | Dominique Michel, Patrice L'Écuyer et André-Philippe Gagnon avec la participation de Julie Snyder, Marie-Lise Pilote, Patrick Norman, Jean-Luc Brassard, Claude Charron, Daniel Pinard, Francis Martin, Jacques Rougeau, Rodger Brulotte, Luis de Cespedes, Pascale Montpetit, Dan Bigras, Roch Voisine, Marie-Soleil Tougas, Sonia Benezra, Patrick Roy, Patrice Brisebois, Vincent Damphousse, Jean-Jacques Daigneault, Pierre Sévigny, Mario Dumont, Nathalie Lambert, Isabelle Charest, Christine Boudrias, Angela Cutrone, Jacques Parizeau et Lisette Lapointe |
| 1995                                                                                          | Stéphane Laporte et Jean-Jacques Sheitoyan                                   | Stéphane Laporte | Dominique Michel, Diane Lavallée, Serge Thériault et André-Philippe Gagnon avec Claude Meunier, Normand Brathwaite, Françoise Bisson, Maxime Desbiens-Tremblay, Paul Piché, Jean-Louis Roux et Claude Poirier |
| 1996                                                                                          | Stéphane Laporte et Jean-Jacques Sheitoyan                                   | Stéphane Laporte, Yvon Deschamps, Guy A. Lepage et François Léveillée | Dominique Michel, Diane Lavallée, Michel Barrette, André-Philippe Gagnon, Guy A. Lepage, François Léveillée et Yvon Deschamps avec la participation de Réal Bossé, Serge Thériault, Martin Dion, Diane Dufresne, Mario Jean, Annie Pelletier et Marie-Lise Pilote |
| 1997 30 fois Bye Bye Rétrospective des meilleurs moments des Bye Bye des 30 dernières années. | Pierre Séguin                                                                | Jean-Pierre Plante (textes d'enchaînement) | Dominique Michel et Patrice L'Écuyer (en tant qu'animateurs) avec la présence, au décompte de minuit, de Françoise Lemieux, Michel Côté, Véronique Le Flaguais, Danielle Ouimet, André Montmorency, Guy A. Lepage, Claude Michaud, France Castel, Louise Forestier, Marc Laurendeau, Serge Grenier, Marcel Saint-Germain, Marc Favreau, Ghyslain Tremblay, Guylaine Tremblay, Serge Thériault, Diane Lavallée, André-Philippe Gagnon, Jean Mathieu, Michèle Deslauriers, Paul Berval, Bernard Fortin, Pascale Bussières, René Simard, Pauline Martin, Gaston Lepage, Michel Rivard, Marina Orsini, Jean-Guy Moreau et Paul Houde                                                                |
| 1998                                                                                          | Daniel Lemire, François Dunn et Mario Rouleau                                | Daniel Lemire | Daniel Lemire, Yves Allaire, Carl Béchard, Yvan Benoit, Garry Boudreault, Jean-Robert Bourdage, Patrice Coquereau, Ronald Crevier, Michel Daigle, Pascale Desrochers, Claude Despins, Claude Dubois, Martine Francke, Roger Larue, Sophie Prégent, Luc Proulx, Paul Savoie, Elizabeth Walling. |
| 2003 Ceci n'est pas un Bye Bye                                                                | Alain Chicoine                                                               | Louis Morissette, Jean-François Mercier et François Avard | Véronique Cloutier, Louis Morissette et plus de 70 artistes, dont Pierre Brassard, Alex Perron, Jean-François Baril, Patrick Huard, Michèle Richard et Sylvain Marcel. (Avec l'apparition de Dominique Michel tout à la fin.) |
| 2006 Le Bye Bye de RBO                                                                        | Simon Olivier Fecteau et Stéphane Lapointe                                   | Guy A. Lepage, Yves P. Pelletier, André Ducharme et Bruno Landry | Guy A. Lepage, Yves P. Pelletier, André Ducharme et Bruno Landry avec la participation de Richard Z. Sirois, Chantal Francke, David Savard, Valérie Blais et Dany Turcotte |
| 2007 Le Bye Bye de RBO 2007                                                                   | Simon Olivier Fecteau et Sylvain Roy                                         | Guy A. Lepage, Yves P. Pelletier, André Ducharme et Bruno Landry | Guy A. Lepage, Yves P. Pelletier, André Ducharme et Bruno Landry avec la participation de Richard Z. Sirois, Chantal Francke, Julie Perreault, Pierre Brassard, Véronique Cloutier, Pascale Montpetit, Mahée Paiement, Mes Aïeux, Nabila Ben Youssef et la voix de Jean-François Breau. Dédié à la mémoire de Marcel Saint-Germain. |
| 2008                                                                                          | Alain Chicoine                                                               | Louis Morissette, François Avard, Jean-François Mercier | Véronique Cloutier, Louis Morissette, Jean-François Mercier, François Maranda, Guylaine Guay, Sylvie Moreau, Les Grandes Gueules, Patrice L'Écuyer, Guillaume Lemay-Thivierge, Alfa Rococo, Patrice Bélanger, Alexandre Despatie, Cathy Gauthier, Bob La cuillère, Pierre Lapointe, Michel Louvain, The Lost Fingers. |
| 2010                                                                                          | Alain Chicoine                                                               | François Avard, Louis Morissette, Daniel Gagnon, Jean-François Léger, Louis-Philippe Rivard et Paco Lebel | Hélène Bourgeois Leclerc, Véronique Cloutier, Michel Courtemanche, Joël Legendre, Louis Morissette avec la participation de Denis Coderre, Philippe Laprise, Jean-François Mercier, Marc Hervieux, Messmer, Michel Daigle, Joannie Rochette, Pierre Hébert, Jonathan Duhamel, Martin Deschamps et Stéphan Côté. |
| 2011                                                                                          | Alain Chicoine, Nicolas Monette et Pierre-Luc Gosselin (Les Satiriques)      | Pascal Barriault, Daniel Gagnon, Jean-François Léger, Louis Morissette et Benoit Pelletier avec la collaboration de François Avard, Nicolas Boisvert, Patrick Damien Roy, Pierre-Luc Gosselin, Paco Lebel, Claude Meunier (Entre deux chaises) et Nicholas Savard L'Herbier | Hélène Bourgeois Leclerc, Véronique Cloutier, Michel Courtemanche, Joël Legendre, Louis Morissette avec la participation de Claude Meunier, Julien Poulin, Jacques Duchesneau, Normand L'Amour, Jean-François Breau, Marie-Ève Janvier, Jean-François Mercier, Karine Vanasse, Marie-Mai, Les Denis Drolet (Sébastien Dubé et Vincent Léonard), Marc-André Brisebois et Godefroy Dubé-Reding. |
| 2012                                                                                          | Alain Chicoine                                                               | Louis Morissette, François Avard, Jean-François Léger Benoit Pelletier, Pascal Barriault et Louis T. | Hélène Bourgeois Leclerc, Véronique Cloutier, Michel Courtemanche, Joël Legendre, Louis Morissette avec la participation de Jean-Martin Aussant, Michel Dumont, Daniel Savoie, Geneviève Sabourin, Xavier Dolan, Georges Laraque, Janine Sutto, Lisa Leblanc, Stéphan Bureau, Jocelyne Blouin, Martine Desjardins, Adib Alkhalidey, François Avard, Pascal Barriault, Marc Cassivi, Sandra Dorion (Nuance), Hugo Girard, Joey Scarpellino, François Lambert, Benoit Pelletier, Carmen Sylvestre (Les Détestables) et Louis Tremblay. Dans une des publicités pour l'émission, on voit aussi Pauline Marois avec Louis Morissette.                                                               |
| 2013                                                                                          | Alain Chicoine                                                               | François Avard, Benoit Pelletier, Jean-François Léger, Simon Cohen, Maxime Lacoste-Lachance, Louis Morissette et Pascal Barriault | Hélène Bourgeois Leclerc, Véronique Cloutier, Michel Courtemanche, Joël Legendre, Louis Morissette, François Morency, Pierre Brassard, Claudine Mercier, Martin Petit, Laurent Paquin, André Sauvé, Les Denis Drolet, Jean-Michel Anctil, Jean-François Mercier avec la participation de Michel Therrien, Jean-Jacques Daigneault, Antoine Bertrand, Annie Brocoli, Daniel Savoie, Janine Sutto, Béatrice Picard, Ken Pereira, Colette Roy-Laroche (Lac-Mégantic), Karim Ouellet, Tammy Verge, Chest-Bras, Gabrielle Marion-Rivard (Gabrielle), Alexandre Landry et Louis-José Houde. |
| 2014                                                                                          | Alain Chicoine et Francis Piquette                                           | François Avard, Louis-Philippe Rivard, Pascal Barriault, Daniel Chiasson, Thomas Levac, Luc Michaud et Olivier Thivierge | Pierre Brassard, Hélène Bourgeois Leclerc, Joël Legendre, Michel Courtemanche (coach de voix Pierre Verville), Laurent Paquin, Véronique Claveau avec la participation de James Hyndman, Isabel Richer, David Thibault, Véronique Cloutier, Éric Salvail, P.K. Subban, Eugenie Bouchard, Chloé Dufour-Lapointe, Maxime Dufour-Lapointe, Justine Dufour-Lapointe, Dany Turcotte, Caroline Néron, Denis Coderre et Janine Sutto. |
| 2015                                                                                          | Alain Chicoine, Mathieu Gadbois, Pierre-Luc Gosselin et Francis Piquette     | François Avard, Pascal Barriault, Jean-François Léger, Benoît Pelletier, Louis-Philippe Rivard avec la collaboration de Pierre-Luc Gosselin, Caroline Isabelle, Louis Morissette et Nicholas Savard L'Herbier. | Louis Morissette, Hélène Bourgeois Leclerc, Pierre Brassard, Patrice L'Ecuyer, Véronique Claveau, Laurent Paquin avec la participation de François Bellefeuille, Joël Denis, Normand Brathwaite et Patrice Michaud. |
| 2016                                                                                          | Simon-Olivier Fecteau et Jean-François Chagnon                               | Rafaële Germain, Maxime Caron et Julien Tapp Script édition : André Ducharme | Marc Labrèche, Anne Dorval, Patrice L'Ecuyer, Véronique Claveau, André Ducharme, Simon-Olivier Fecteau et Pierre Brassard avec la participation de Bruno Landry, Yves Pelletier, Frédéric Pierre et Martin-David Peters. Dédié à la mémoire de Jean Bissonnette. |
| 2017                                                                                          | Simon-Olivier Fecteau et François St-Amant                                   | Maxime Caron, André Ducharme, Simon-Olivier Fecteau, Rafaële Germain, Guillaume Lambert et Laurent Paquin | Marc Labrèche, Anne Dorval, Patrice L'Écuyer, Véronique Claveau et Pierre Brassard avec la participation de Adib Alkhalidey, Léa-Rose Boucher, Étienne Boulay, Marc-André Brisebois, Patrick Caux, Simon-Olivier Fecteau, Jean-Sébastien Girard, Michelle Labonté, Léane Labrèche-Dor, Laurent Paquin, Frédéric Pierre, Jonathan Roberge, Joey Scarpellino. |
| 2018                                                                                          | Simon-Olivier Fecteau et François St-Amant                                   | Maxime Caron, Simon-Olivier Fecteau, Bruno Landry et Yves Lapierre | Anne Dorval, Patrice L'Écuyer, Véronique Claveau, Pierre Brassard et Claude Legault avec la participation de Marc Labrèche, Véronique Cloutier, Louis Morissette, Rock et Belles Oreilles (Guy A. Lepage, Yves P. Pelletier, André Ducharme et Bruno Landry), Michel Côté, Marc Messier, Pauline Martin, Yves Jacques, René Simard, Dominique Michel, Hélène Bourgeois Leclerc, Jean-François Ruel, Mélissa Bédard, Simon Olivier Fecteau, Richardson Zéphir, Catherine Brunet et Frédéric Pierre |
| 2019                                                                                          | Simon-Olivier Fecteau                                                        | Simon-Olivier Fecteau, André Ducharme, Bruno Landry, Maxime Caron, Antoine Desjardins-Cauchon et Pascal Roberge | Patrice L'Écuyer, Claude Legault, Guylaine Tremblay, Mehdi Bousaidan, Julie Le Breton et Anne-Elisabeth Bossé avec la participation de Pierre Brassard, Étienne Dano, Catherine De Léan, André Ducharme, Bruno Landry, Simon-Olivier Fecteau et Les Chick'n Swell (Francis Cloutier, Daniel Grenier et Ghyslain Dufresne) |
| 2020                                                                                          | Simon-Olivier Fecteau, Isabelle Garneau, Pascal L'heureux et Frédéric Pierre | Simon-Olivier Fecteau, Frédéric Pierre, Florence Nadeau, Yves P. Pelletier, Justine Philie, Benoit Pelletier, Yan Bilodeau, Julien Tapp, Caroline Allard et Julie Beausoleil | Claude Legault, Guylaine Tremblay, Mehdi Bousaidan, François Bellefeuille et Sarah-Jeanne Labrosse avec la participation de Simon-Olivier Fecteau, Pierre-Yves Roy-Desmarais, FouKi, Rémy Girard, Hélène Bourgeois Leclerc, Antoine Bertrand, Louison Danis, Claude Laroche, Michael Richard, Erich Preach, Daniel Savoie, Widemir Normil, Geneviève Schmidt, Stéphane Rousseau, Yves P. Pelletier, Richardson Zéphir, Eddy King, Marc Dupré, Pierre Brassard, Michel-Olivier Girard, Laurent Duvernay-Tardif et Georges Laraque |
| 2021                                                                                          | Simon-Olivier Fecteau, Isabelle Garneau et Pascal L'heureux                  | Auteurs principaux: Simon-Olivier Fecteau, Yves P. Pelletier, Suzie Bouchard, Julie Beausoleil, Maxime Caron, Philippe Gendron, Odrée Rousseau; Auteurs supplémentaires : François Avard, François Bellefeuille, Mehdi Bousaidan, Julien Corriveau,André Ducharme, Bruno Landry, Guy A. Lepage, Pierre-Yves Roy-Desmarais, Arnaud Soly, Julien Tapp, Olivier Thivierge et Richardson Zéphir | Guylaine Tremblay, François Bellefeuille, Mehdi Bousaidan et Sarah-Jeanne Labrosse avec la participation de Simon-Olivier Fecteau, Pierre-Yves Roy-Desmarais, Patrick Huard, Dany Turcotte, Claude Legault, Stéphane Rousseau, Bruno Blanchet, Mario Tremblay, Marc Bergevin, Martin Matte, Émilie Bierre, Michèle Deslauriers, Patrice Robitaille, Martin Perrizolo, Yannick De Martino, Yves P. Pelletier, André Ducharme, Guy A. Lepage, Bruno Landry, Richard Z. Sirois, Chantal Francke, Pierre Brassard, Sébastien Delorme, Dominic Paquet, Sarahmée, Matthieu Pepper et Arnaud Soly, Édouard Tremblay-Grenier, Valérie Plante, Paul Wilson                                               |
| 2022                                                                                          | Simon-Olivier Fecteau, Isabelle Garneau et Pascal L'heureux                  | Auteurs principaux: Simon-Olivier Fecteau, Suzie Bouchard, Julie Beausoleil, Maxime Caron, Philippe Gendron, Julien Tapp; Auteurs supplémentaires : David Beaucage, François Bellefeuille, Patrick Huard, François Pérusse, Pierre-Yves Roy-Desmarais, Christian Thériault, Olivier Thivierge                                                                                               | Guylaine Tremblay, Patrick Huard, François Bellefeuille , Pierre-Yves Roy-Desmarais et Sarah-Jeanne Labrosse avec la participation de Simon-Olivier Fecteau, Normand Brathwaite, Bruno Blanchet, Dominic Paquet, France Parent, Julie Perreault, Claude Legault, Marc-André Grondin, Rémi-Pierre Paquin, David Savard, Ricardo Trogi, Julien Corriveau, Pier-Luc Funk, Pierre Curzi, Véronique Le Flaguais, Pierre Brassard, Rebecca Makonnen, François Pérusse, Véronique Cloutier, Louis-José Houde, Marie-Lyne Joncas, Yannick De Martino, Luc Langevin, David Beaucage et Jean-Moïse Martin                                                                                                 |
| 2023                                                                                          | Simon-Olivier Fecteau, Isabelle Garneau et Pascal L'heureux                  | Auteurs principaux: Suzie Bouchard, Maxime Caron (script-éditeur), Valérie Caron, Julien Corriveau, Simon-Olivier Fecteau, Philippe Gendron, Pierre-Yves Roy-Desmarais, Julien Tapp; | Guylaine Tremblay, Claude Legault, Sarah-Jeanne Labrosse, Pierre-Yves Roy Desmarais avec la participation de Louis Morissette, Louise Deschâtelets, Francis Reddy, Patricia Paquin, Gilbert Lachance, Gregory Charles, Anne Dorval, Vincent Graton, Pierre Brassard, Patrick Huard, Arnaud Soly, Dominic Paquet, Patsy Gallant, Marc Dupré, Michel Barrette, Xavier Watso, Simon Boulerice, James Hyndman, Rémy Girard, Élise Guilbault, Mario Pelchat, Catherine Chabot, Coco Belliveau, Jean-Sébastien Girard, Louis-José Houde, Michel Beaudet, Claire Jacques, Myriam Leblanc, France Parent et Julien Corriveau                                                                            |
| 2024                                                                                          | Simon-Olivier Fecteau, Isabelle Garneau et Pascal L'heureux                  | Auteurs principaux: Suzie Bouchard, Maxime Caron (script-éditeur), Valérie Caron, Julien Corriveau, Simon-Olivier Fecteau, Philippe Gendron; Auteurs supplémentaires : Alexandre Champagne, Jonathan Roberge, Pierre-Yves Roy-Desmarais. | Guylaine Tremblay, Claude Legault, Sarah-Jeanne Labrosse, Pierre-Yves Roy Desmarais avec la participation de Rose Adam, Christine Beaulieu, Patrice Bélanger, Dave Bélisle, Nabila Ben Youssef, Sandrine Bisson, Anne-Élisabeth Bossé, Jean-Carl Boucher, Jean-Françcois Chagnon, Alexandre Champagne, Claudio ColangeloSonia Cordeau, Corneille , Julien Corriveau, Yannick De Martino, Boom Desjardins, Simon-Olivier Fecteau, Hugo GirardJean-Sébastien Girard, Karine Gonthier-Hyndman, Katherine Levac, Sylvain Marcel, Richard Martineau, Dominique Montplaisir, France Parent, Jean-François Provençal, Jonathan Roberge, Arnaud Soly, Carmen Sylvestre, Charles Tisseyre, Ricardo Trogi |

## Case horaire et cotes d'écoute

### Case horaire
Depuis 1973, le Bye Bye est diffusé à 23 h. De 1968 à 1972, il fut diffusé à partir de 23 h 30 sauf en 1969 à 23 h 35. Entre 1968 et 2021, il y a 7 années, au total, où le Bye Bye n'a pas été présenté et a été remplacé par une autre émission.

### Émissions précédentes et suivantes

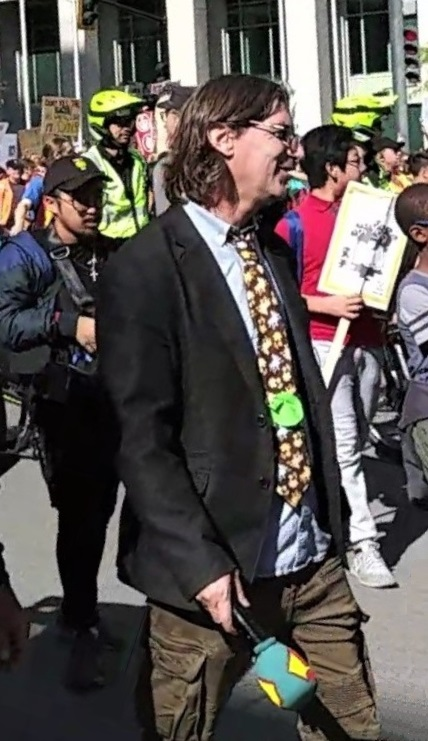
Jean-René Dufort et son émission Infoman est l'émission précédente le Bye-Bye depuis 2003

Comparativement au Super Bowl qui est l'événement télévisuel aux États-Unis, il n'y a pas longtemps qu'une émission locomotive est diffusée avant et après le Bye Bye. Depuis 2003, c'est Infoman qui précède le Bye Bye. Depuis 2011, ce sont Les Coulisses du Bye Bye qui suivent cette émission.
Auparavant, il s'agissait souvent de bulletins de nouvelles et des nouvelles du sport qui précédaient le Bye Bye. Pour sa suite, il s'agissait d'un film populaire,.
| Heure du Bye-Bye | Année | Émission précédente                                     | Case horaire du Bye-Bye                           | Émission suivante                                                   |
| ---------------- | ----- | ------------------------------------------------------- | ------------------------------------------------- | ------------------------------------------------------------------- |
| 23h30            | 1968  | Nouvelles                                               | Bye Bye 68                                        | Cinéma : Le Grand Restaurant                                        |
| 23h35            | 1969  | Nouvelles du sport                                      | Bye Bye 69                                        | Cinéma : Tant qu'on a la santé                                      |
| 23h30            | 1970  | Nouvelles du sport                                      | Bye Bye 70                                        | Cinéma : Oscar                                                      |
| 23h30            | 1971  | Ce soir Jean-Pierre                                     | Bye Bye 71                                        | Cinéma : Une nuit à Casablanca                                      |
| 23h30            | 1972  | Les Grand-mères                                         | Bye Bye 72                                        | Cinéma :un homme et une femme                                       |
| 23h              | 1973  | Les pistes poudreuses                                   | Bye Bye 73                                        | Cinéma : Viva Maria !                                               |
| 23h              | 1974  | Le Téléjournal                                          | Bye Bye 74                                        | Cinéma : Rouslan et Ludmila (opéra)                                 |
| 23h              | 1975  | Fleurs de macadam                                       | Bye Bye 75                                        | Cinéma : Le Petit Baigneur                                          |
| 23h              | 1976  | Chronique de France                                     | Bye Bye 76                                        | Cinéma : La veillée des veillées                                    |
| 23h              | 1977  | Trois chansonniers                                      | Bye Bye 77                                        | Cinéma : Jane Eyre                                                  |
| 23h              | 1978  | Golden games                                            | Bye Bye 78                                        | Paradis latin                                                       |
| 23h              | 1979  | Nouvelles du sport                                      | Bye Bye 79                                        | Une soirée extraordinaire à Paris (spectacle)                       |
| 23h              | 1980  | Le son des français d’Amérique                          | Bye Bye 80                                        | Le grand orchestre du Splendid                                      |
| 23h              | 1981  | Le Téléjournal                                          | Bonne année Roger                                 | La belle époque des Beatles (documentaire)                          |
| 23h              | 1982  | Le Téléjournal                                          | Le Bye Bye                                        | Cinéma : Je te tiens, tu me tiens par la barbichette                |
| 23h              | 1983  | Nouvelles du sport                                      | Bye Bye 83                                        | Cinéma : La Boum                                                    |
| 23h              | 1984  | Nouvelles du sport                                      | Bye Bye 84                                        | Cinéma : La plus belle affiche                                      |
| 23h              | 1985  | Nouvelles du sport                                      | Bye Bye 85                                        | Cinéma : Un soir au Cotton Club                                     |
| 23h              | 1986  | Les correspondants racontent 1986                       | Bye Bye 86                                        | L’Alcazar                                                           |
| 23h              | 1987  | Les correspondants racontent 1987                       | Bye Bye 87                                        | Salut 88                                                            |
| 23h              | 1988  | Hockey : Canadiens de Montréal contre Oilers d'Edmonton | Bye Bye 88                                        | Salut 89                                                            |
| 23h              | 1989  | Festival international de jazz de Montréal              | Bye Bye 89                                        | Salut 90                                                            |
| 23h              | 1990  | Les nouvelles du sport                                  | Bye Bye 90                                        | Cinéma : Chantons sous la pluie                                     |
| 23h              | 1991  | Les nouvelles du sport                                  | Bye Bye 91                                        | Cinéma : La Bonne Année                                             |
| 23h              | 1992  | Le Téléjournal – Le Point                               | Bye Bye 92                                        | Cinéma : Romance inachevée                                          |
| 23h              | 1993  | La météo                                                | Bye Bye 93                                        | Cinéma : Tout feu, tout flamme                                      |
| 23h              | 1994  | Mr Bean                                                 | Bye Bye 94                                        | Télé-sélection - Cinéma : Radio Days                                |
| 23h              | 1995  | Juste pour rire international                           | Bye Bye 95                                        | Cinéma : Splash                                                     |
| 22h30            | 1996  | Le Téléjournal – Le Point                               | Bye Bye 96                                        | Cinéma : Un violon sur le toit                                      |
| 23h              | 1997  | 30 fois Bye-Bye                                         | 30 fois Bye Bye                                   | La Bottine souriante                                                |
| 21h              | 1998  | Le Téléjournal – Le Point                               | Bye Bye 98                                        | Cinéma : Entre deux plages                                          |
| 23h              | 1999  | Aujourd’hui 2000                                        | Aujourd’hui 2000                                  | Aujourd’hui 2000                                                    |
| 23h              | 2000  | Tam Tam                                                 | La fureur du jour de l’an                         | Cinéma :Diamants sur canapé                                         |
| 22h30            | 2001  | Le Téléjournal – Le Point                               | La fureur du jour de l’an                         | Cinéma : Qui veut la peau de Roger Rabbit                           |
| 23h              | 2002  | Le Téléjournal                                          | Une chance qu’on s’a avec Jean-Pierre Ferland     | Cinéma : Une jolie femme                                            |
| 23h              | 2003  | Infoman 2003                                            | Ceci n’est pas un Bye Bye                         | Cinéma : Splash                                                     |
| 23h              | 2004  | Infoman 2004                                            | Cinéma : Moulin-Rouge                             | Cinéma : Moulin Rouge Moulin-Rouge                                  |
| 23h              | 2005  | Infoman 2005                                            | Cinéma : New York, New York                       | Cinéma : New York-New York                                          |
| 23h              | 2006  | Infoman 2006                                            | Bye Bye de RBO                                    | Cirque du Soleil                                                    |
| 23h              | 2007  | Infoman 2007                                            | Bye Bye de RBO 2007                               | Spectacle inaugural des célébrations du 400e anniversaire de Québec |
| 21h30            | 2008  | Infoman 2008                                            | Bye Bye 2008                                      | Studio 12                                                           |
| 23h              | 2009  | Tout le monde en parle – Spécial 31 décembre 2009       | Tout le monde en parle – Spécial 31 décembre 2009 | Cinéma : Joyeuses Funérailles                                       |
| 23h              | 2010  | Infoman 2010                                            | Bye Bye 2010                                      | Studio 12                                                           |
| 23h              | 2011  | Infoman 2011                                            | Bye Bye 2011                                      | Les coulisses du Bye Bye 2011                                       |
| 23h              | 2012  | Infoman 2012                                            | Bye Bye 2012                                      | Les coulisses du Bye Bye 2012                                       |
| 23h              | 2013  | Infoman 2013                                            | Bye Bye 2013                                      | Les coulisses du Bye Bye 2013                                       |
| 23h              | 2014  | Infoman 2014                                            | Bye Bye 2014                                      | Les coulisses du Bye Bye 2014                                       |
| 23h              | 2015  | Infoman 2015                                            | Bye Bye 2015                                      | Les coulisses du Bye Bye 2015                                       |
| 23h              | 2016  | Infoman 2016                                            | Bye Bye 2016                                      | Les coulisses du Bye Bye 2016                                       |
| 23h              | 2017  | Infoman 2017                                            | Bye Bye 2017                                      | Les coulisses du Bye Bye 2017                                       |
| 23h              | 2018  | Infoman 2018                                            | Bye Bye 2018                                      | Les coulisses du Bye Bye 2018                                       |
| 23h              | 2019  | Infoman 2019                                            | Bye Bye 2019                                      | Les coulisses du Bye Bye 2019                                       |
| 23h              | 2020  | Infoman 2020                                            | Bye Bye 2020                                      | Les coulisses du Bye Bye 2020                                       |
| 23h              | 2021  | Infoman 2021                                            | Bye Bye 2021                                      | Les coulisses du Bye Bye 2021                                       |
| 23h              | 2022  | Infoman 2022                                            | Bye Bye 2022                                      | Les coulisses du Bye Bye 2022                                       |
| 23h              | 2023  | Infoman 2023                                            | Bye Bye 2023                                      | Les coulisses du Bye Bye 2023                                       |
| 23h              | 2024  | Infoman 2024                                            | Bye Bye 2024                                      | Les coulisses du Bye Bye 2024                                       |

### Émissions concurrentes

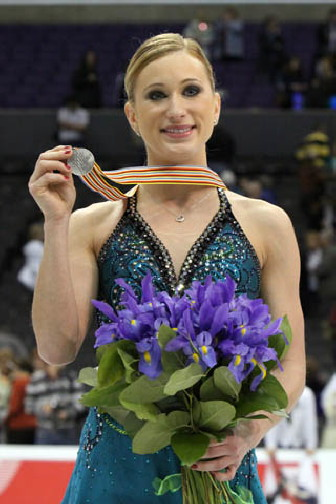
Joannie Rochette et le spectacle de patinage artistisque Skatemania a été diffusé en même temps que le Bye Bye durant deux années de suite dans les années 2010.

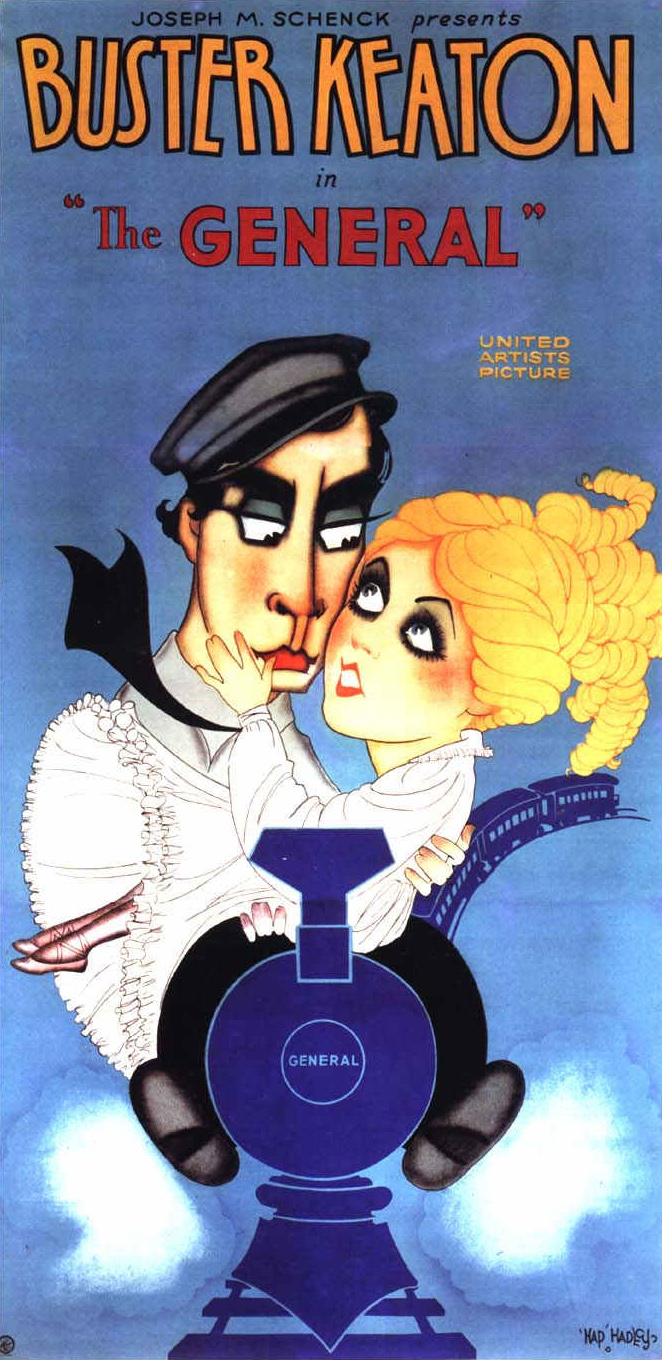
Buster et son film Le mécano de la General a été diffusé en même temps que le Bye-Bye en 1992

Le Bye Bye est depuis longtemps l'émission de fin d'année francophone la plus regardée au Québec et au Canada français. Les autres stations de télévision francophone généralistes québécoises ont toujours mis des émissions en ondes pour attirer les spectateurs. Parfois les émissions débutaient avant le début du Bye Bye pour rallier du public. Souvent le cinéma est la seule option des autres stations,.
| Années | Radio-Canada                                      | Télé-Métropole / TVA | Radio-Québec / Télé-Québec                                                                                         | Télévision Quatre-Saisons / V / Noovo                                             |
| ------ | ------------------------------------------------- | --- | --- | --------------------------------------------------------------------------------- |
| 1968   | Bye Bye 68                                        | 23h15 : Tit-Coq | - | -                                                                                 |
| 1969   | Bye Bye 69                                        | Bonne année (spectacle musical) | - | -                                                                                 |
| 1970   | Bye Bye 70                                        | 23h05 : En pantoufles – Cinéma : Guinguette                                                                                        | - | -                                                                                 |
| 1971   | Bye Bye 71                                        | En pantoufles – Cinéma : L'Eau à la bouche                                                                                         | - | -                                                                                 |
| 1972   | Bye Bye 72                                        | 23h : L’homme de fer | - | -                                                                                 |
| 1973   | Bye Bye 73                                        | La couleur du temps(météo) | - | -                                                                                 |
| 1974   | Bye Bye 74                                        | La couleur du temps | - | -                                                                                 |
| 1975   | Bye Bye 75                                        | La couleur du temps | ? | -                                                                                 |
| 1976   | Bye Bye 76                                        | La couleur du temps | - | -                                                                                 |
| 1977   | Bye Bye 77                                        | La couleur du temps | - | -                                                                                 |
| 1978   | Bye Bye 78                                        | Les gens qui font l’événement | - | -                                                                                 |
| 1979   | Bye Bye 79                                        | Sports (nouvelles) - La couleur du temps – Bonsoir le monde                                                                        | - | -                                                                                 |
| 1980   | Bye Bye 80                                        | Loto-Sélect - Sports - La couleur du temps - Cinéma : Fric frac, rue des diams                                                     | - | -                                                                                 |
| 1981   | Bonne année Roger                                 | La couleur du temps - Cinéma : Y'a un os dans la moulinette                                                                        | - | -                                                                                 |
| 1982   | Le Bye Bye                                        | Les nouvelles TVA - Les Sports | - | -                                                                                 |
| 1983   | Bye Bye 83                                        | Dan August | Samedi soir : Opéra : Così fan tutte                                                                               | -                                                                                 |
| 1984   | Bye Bye 84                                        | Les nouvelles TVA - Les Sports - La Couleur du temps - Bonne année                                                                 | 22h : Chansons de nos voix multiples                                                                               | -                                                                                 |
| 1985   | Bye Bye 85                                        | Les Nouvelles TVA - Les Sports - Cinéma de fin de soirée : Millie                                                                  | Ciné-Mardi : Vive la sociale !                                                                                     | -                                                                                 |
| 1986   | Bye Bye 86                                        | Les nouvelles TVA - Les sports - Cinéma de fin de soirée : Ziegfeld                                                                | Cinéma : Les frères Grimm                                                                                          | Les envahisseurs : les astronautes                                                |
| 1987   | Bye Bye 87                                        | Les nouvelles TVA - Les sports - cinéma de fin de soirée : Xanadu                                                                  | 22h : Montandinternational                                                                                         | 22h30 Ça c’est Paris                                                              |
| 1988   | Bye Bye 88                                        | 22h30 : Rock et Belles Oreilles- La grande liquidation des fêtes                                                                   | 22h10 : Le sommet francosonique                                                                                    | Sur l’oreiller                                                                    |
| 1989   | Bye Bye 89                                        | 22h30 : Fais-moi un dessin en fête - Les nouvelles TVA                                                                             | I am an hotel : Leonard Cohen                                                                                      | Sports plus week-end                                                              |
| 1990   | Bye Bye 90                                        | Le TVA : édition réseau - Les Sports - Chronique de ski Kellogg's - Ciné-Lune : Made in Paris                                      | 22h : Cinémotions : Sakharov                                                                                       | À la conquête des sommets                                                         |
| 1991   | Bye Bye 91                                        | Le Tva - Les Sports TVA - Tirage de la Quotidienne, Banco - Cinéma des fêtes : Les Frères Blues                                    | Images de l’Abbé Proulx                                                                                            | 22h : Cinéma : Le Seigneur des anneaux                                            |
| 1992   | Bye Bye 92                                        | Le Tva - Les Sports TVA - Chronique de ski - Tirage de la Quotidienne, Banco                                                       | 22h cinéma : Voies lointaines vies immobiles - 23h30 cinéma : Le Mécano de la « General »                          | 22h30 : Cinéma : Autant en emporte le vent                                        |
| 1993   | Bye Bye 93                                        | Le Tva - Les Sports TVA - Tirage de la Quotidienne, Banco - Ciné-lune : Club de rencontres                                         | Cinémotions : Le Linceul de glace                                                                                  | Les Routes du paradis                                                             |
| 1994   | Bye Bye 94                                        | Le Tva - Les Sports TVA - Chronique de ski - Tirage de la Quotidienne, Banco - Ciné-lune : Strauss                                 | Voyage grandeur nature                                                                                             | Cinéma : West Side Story                                                          |
| 1995   | Bye Bye 95                                        | Loteries – Complètement marteau | Cinéma : Milou en mai                                                                                              | Cinéma : M. Samedi soir – Cinéma : La Fièvre du samedi soir                       |
| 1996   | Bye Bye 96                                        | Montréal : ville ouverte - Sports - Tirages Loto -Télé-achats                                                                      | Christiane Charette en direct                                                                                      | Parlons-en !                                                                      |
| 1997   | 30 fois Bye Bye                                   | 22h30 : Francofolies de montréal - Tva Sports - tirages de la Quotidienne, Banco,Lotto 6-49, Québec 49, Extra, Célébration 98      | Mongrain | Défoncez l’année à la chandelle avec Jean-Marc (4h)                               |
| 1998   | Bye Bye 98                                        | 22h30 : Francofolies de montréal - Tirages de la quotidienne, banco, lotto 6-49, québec 49, extra, célébration 98 - Évangélisation | Cinéma : Adieu ma concubine !                                                                                      | Cinéma des fêtes : Hair                                                           |
| 1999   | Aujourd’hui 2000                                  | La dernière de Céline | Le grand journal                                                                                                   | Cinéma : Le Le Voleur d'enfants (film) – Les Joyeux naufragés                     |
| 2000   | La fureur du jour de l’an                         | Tva réseau – Sports - Lotto | Danser par cœur - Opéra : Don Giovanni                                                                             | Cinéma : Un violon sur un toit                                                    |
| 2001   | La fureur du jour de l’an                         | Tva réseau – Sports - Lotto | Bob et Margaret | 22h30 Cinéma : Une histoire de famille                                            |
| 2002   | Une chance qu’on s’a avec Jean-Pierre Ferland     | 22h30 : Cinéma : Faites à l’os | National Geographic : Les tombeaux oubliés                                                                         | Cinéma :Moll Flanders                                                             |
| 2003   | Ceci n’est pas un Bye Bye                         | 22h30 : Cinéma : Star Wars, épisode VI : Le Retour du Jedi                                                                         | Courts-métrages | 22h30 Cinéma : La Florida                                                         |
| 2004   | Cinéma : Moulin-Rouge                             | 22h30 Cinéma : Un monde fou, fou, fou, fou                                                                                         | Soyons bêtes ! | 22h30 Cinéma : Y a-t-il un pilote dans l'avion ?                                  |
| 2005   | Cinéma : New York, New York                       | 22h30 Cinéma : Facteur éolien – Le TVA                                                                                             | 22h30 Belle et Bum                                                                                                 | 21h30 Cinéma : Péril au 80e parallèle                                             |
| 2006   | Bye Bye de RBO                                    | Le TVA – Cinéma : Horizons lointains                                                                                               | 21h30 Cinéma : Princesse Mononoké                                                                                  | 22h30 Cinéma : L'Héritier de la Panthère rose                                     |
| 2007   | Bye Bye de RBO 2007                               | 22h45 Soirée canadienne (reprise)                                                                                                  | Cinéma : Trois Hommes et un couffin                                                                                | 22h30 Cinéma : Un soir au bar McCool’s                                            |
| 2008   | Bye Bye 2008                                      | 21h45 : Fêtons nos 400e avec Paul McCartney (spectacle)                                                                            | 22h30 Cinéma : Deux Têtes folles                                                                                   | Monsieur Showbizz                                                                 |
| 2009   | Tout le monde en parle – Spécial 31 décembre 2009 | 22h30 Cinéma : Les Aventures de Rabbi Jacob                                                                                        | 22h25 Cinéma : Sept Ans de réflexion                                                                               | 22h30 L’attaque à 5                                                               |
| 2010   | Bye Bye 2010                                      | Madonna : Sticky and Sweet | 22h45 : Cinéma : Le Roi de cœur                                                                                    | South Park - Varicelle                                                            |
| 2011   | Bye Bye 2011                                      | 22h57 Cinéma : Les aventures de Rabbi Jacob                                                                                        | 21h52 Cinéma : Les Aimants – 23h27 Cinéma : Comment voler un million de dollars                                    | 22h30 Au-delà du rêve – Le jour du jugement – 23h30 Call TV                       |
| 2012   | Bye Bye 2012                                      | 22h30 Cinéma : éclair de lune | Cinéma : Fauteuils d'orchestre                                                                                     | Face à face : le débat – Instant gagnant                                          |
| 2013   | Bye Bye 2013                                      | 22h30 : Skatemania – Joannie Rochette                                                                                              | Cinéma : Odette Toulemonde                                                                                         | Zéro à 1000 $                                                                     |
| 2014   | Bye Bye 2014                                      | 22h30 : Skatemania 2 – Joannie Rochette                                                                                            | Cinéma : La Guerre des Rose                                                                                        | Duo                                                                               |
| 2015   | Bye Bye 2015                                      | Skatemania 3 | 21h30 Cinéma : Le Grand jeu – 23h10 Cinéma : Muriel                                                                | 22h30 Ménage à trois – Sugar Sammy                                                |
| 2016   | Bye Bye 2016                                      | 22h55 Skatemania 3 | 22h Cinéma : Casse-tête chinois                                                                                    | 21h15 Cinéma : La matrice rechargée                                               |
| 2017   | Bye Bye 2017                                      | 22h30 Cinéma : La Mélodie du bonheur                                                                                               | 22h10 Cinéma :La Cage aux folles                                                                                   | Les champions du web                                                              |
| 2018   | Bye Bye 2018                                      | 22h45 Cinéma : Un monde fou fou fou fou                                                                                            | 20h Cinéma : Lawrence d'Arabie                                                                                     | Ces gars-là                                                                       |
| 2019   | Bye Bye 2019                                      | 22h40 Cinéma : Indiana Jones et le Temple maudit                                                                                   | 22h30 Cinéma : Mystic Pizza                                                                                        | Rire et délire                                                                    |
| 2020   | Bye Bye 2020                                      | 21h30 Cinéma : L’histoire des Beach Boys – 23h30 Cinéma : Walk the Line                                                            | 22h19 Cinéma : Jean de Florette                                                                                    | 21h30 Cinéma : Johnny English – 23h30 NVL                                         |
| 2021   | Bye Bye 2021                                      | 22h30 Cinéma : Le jour de la marmotte                                                                                              | 22h30 Cinéma : Officier et Gentleman                                                                               | 22h30 Cinéma : Partir en 60 secondes                                              |
| 2022   | Bye Bye 2022                                      | 20h15 Cinéma : Miss Daisy et son chauffeur - 23h03 TVA Nouvelles - 23h33 Cinéma : All Inclusive                                    | 20h15 Cinéma : My Fair Lady - 23h18 Cinéma : Pour le pire et le meilleur                                           | 21h30 Cinéma : Mission impossible : Protocole Fantôme - 00h15 Cinéma : La Florida |
| 2023   | Bye Bye 2023                                      | 21h00 Cinéma : Dune - 00h10 Cinéma : L'incroyable Spider-Man 2                                                                     | 22h16 Cinéma : Le Patient anglais                                                                                  | 21h30 Cinéma : Des hommes de loi - 00h15 Cinéma : Le feu de la danse              |
| 2024   | Bye Bye 2023                                      | 22h30 Cinéma : Grandes personnes 2                                                                                                 | 22h47 Documentaire : Bogue de l'an 2000 : se préparer au pire - Exagérer la crise - 23h17 Cinéma : Zaï zaï zaï zaï | 23h00 Cinéma : Folies de graduation : le mariage                                  |

### Émissions présentées dans la case horaire duBye Byeentre 1952 et 1967
| Case horaire du Bye-Bye | Année | Première émission              | Émissions suivantes dans la même durée de diffusion que le Bye-Bye                      | Notes |
| ----------------------- | ----- | ------------------------------ | --------------------------------------------------------------------------------------- | --- |
| 23h                     | 1952  | -                              | -                                                                                       | Fin des émissions à 23h.                                                                                 |
| 23h                     | 1953  | Cinéma : Tombé du ciel         | La veille du jour de l’an                                                               | |
| 23h                     | 1954  | Nouvelles en anglais           | Dernières nouvelles du sport – Sport news of the year                                   | |
| 23h                     | 1955  | Nouvelles anglaises            | Lutte de Chicago                                                                        | |
| 23h                     | 1956  | Nouvelles anglaises            | Vœux du Gouverneur-général et du Premier ministre du Canada – Cinéfeuilleton – Salut 57 | |
| 23h                     | 1957  | Téléjournal                    | Nouvelles sportives – Au ptit café                                                      | Jean Bissonnette réalisa, Dominique Michel et Denise Filiatrault participèrent à l’émission Au ptit café |
| 23h                     | 1958  | Le Téléjournal                 | Nouvelles sportives – Le Canada et le monde en 1958 – Au ptit café                      | Dominique Michel participa à l’émission Au ptit café                                                     |
| 23h                     | 1959  | Téléjournal                    | La météo – Parlons sports – Au ptit café                                                | Dominique Michel participa à l’émission Au ptit café                                                     |
| 23h                     | 1960  | Téléjournal                    | Nouvelles sportives – Film – Au ptit café                                               | Dominique Michel participa à l’émission Au ptit café                                                     |
| 23h                     | 1961  | Téléjournal                    | Sport éclair – Au ptit café                                                             | Dominique Michel participa à l’émission Au ptit café                                                     |
| 23h                     | 1962  | Le pèlerinage                  | Zéro de conduite – Si ça peut vous faire plaisir                                        | |
| 23h                     | 1963  | Message du jour de l’an        | Bonne année Brigitte Bardot – Le match de catch : l’endormi – Ça va éclater             | Denise Filiatrault et Dominique Michel participèrent à la dernière émission                              |
| 23h                     | 1964  | Les vœux du Gouverneur-général | Le parapluie magique – Ça va éclater                                                    | |
| 23h                     | 1965  | Le Téléjournal                 | Bulletin météorologique – Nouvelle du sport – Ça va éclater                             | |
| 23h                     | 1966  | Le Téléjournal                 | Nouvelles du sport – Les Couche-tard                                                    | Jacques Normand et Roger Baulu participeront au Bye-Bye dans le futur.                                   |
| 23h                     | 1967  | Vœux du nouvel an              | Cinéma : Le cheval et l’enfant                                                          | |

### Cotes d'écoute
Les éditions de 2020 et de 2021 du Bye Bye, sont diffusées alors que la pandémie de Covid-19 sévit au Québec et que les autorités gouvernementales et de la Santé Publique décourage les rassemblements festifs. L'édition de 2020 est l'émission à avoir été le plus souvent visionnée de toute l'histoire de la télévision québécoise.
L'année suivante, l'édition 2021 du Bye Bye, cumulant plus de 4 millions de côtes d'écoute, devient l'émission la plus regardée de l'histoire de la télévision québécoise, détrônant ainsi sa prédécesseure de l'année précédente, qui possédait jusqu'ici ce titre.
| Année                                                                                | 31 décembre | 1er janvier | Total     |        |
| ------------------------------------------------------------------------------------ | ----------- | ----------- | --------- | ------ |
| 1979                                                                                 | 2 067 000   | NC          | NC        | [ 24 ] |
| 1983                                                                                 | 2 345 000   | 1 395 000   | 3 740 000 | [ 25 ] |
| 1984                                                                                 | 2 952 000   | 1 538 000   | 4 490 000 | [ 25 ] |
| 1986                                                                                 | 2 966 000   | 1 071 000   | 4 037 000 | [ 26 ] |
| 1990                                                                                 | 2 086 000   | 1 183 000   | 3 269 000 | [ 27 ] |
| 1991                                                                                 | NC          | NC          | 3 300 000 |        |
| 1992                                                                                 | NC          | NC          | NC        |        |
| 1993                                                                                 | 2 735 000   | 1 142 000   | 3 877 000 |        |
| 1994                                                                                 | 3 334 000   | 916 000     | 4 250 000 | [ 28 ] |
| 1995                                                                                 | 3 003 000   | 1 158 000   | 4 161 000 | [ 28 ] |
| 1996                                                                                 | 2 184 000   | 898 000     | 3 082 000 | [ 29 ] |
| 1997                                                                                 | 1 636 000   | 718 000     | 2 354 000 | [ 29 ] |
| 1998                                                                                 | 2 423 000   | 1 080 000   | 3 503 000 | ,      |
| 2003                                                                                 | 1 524 000   | NC          | NC        | [ 30 ] |
| 2006                                                                                 | 2 606 000   | 1 262 000   | 3 868 000 | [ 30 ] |
| 2007                                                                                 | 2 475 000   | 1 325 000   | 3 800 000 |        |
| 2008                                                                                 | 2 668 000   | 1 332 000   | 4 000 000 |        |
| 2010                                                                                 | 2 341 000   | 1 330 000   | 3 671 000 | [ 31 ] |
| 2011                                                                                 | 2 686 000   | 1 474 000   | 4 160 000 | [ 32 ] |
| 2012                                                                                 | 2 826 000   | 1 295 000   | 3 840 000 | [ 33 ] |
| 2013                                                                                 | 2 859 000   | 1 440 000   | 5 338 000 | ,      |
| 2014                                                                                 | 2 902 000   | 970 000     | 3 881 000 | [ 35 ] |
| 2015                                                                                 | 3 037 000   | 921 000     | 3 958 000 | [ 35 ] |
| 2016                                                                                 | 2 997 000   | 1 041 000   | 4 846 000 | [ 36 ] |
| 2017                                                                                 | 3 017 000   | 952 000     | 4 859 000 | ,      |
| 2018                                                                                 | 3 349 000   | 888 000     | 5 298 000 | ,      |
| 2019                                                                                 | 2 956 000   | 793 000     | 5 164 000 | ,      |
| 2020                                                                                 | 3 814 000   | 956 000     | 5 618 000 | ,      |
| 2021                                                                                 | 3 773 000   | 970 000     | 5 832 000 | ,      |
| 2022                                                                                 | 3 222 000   | NC          | 4 706 000 | [ 51 ] |
| 2023                                                                                 | 3 316 000   | 850 000     | 4 166 000 | [ 52 ] |
| Légende - Écoute en différé (incluant les enregistrements pour visionnage ultérieur) |             |             |           |        |

## Lauréats

### Gala de l'ADISQ
- Émission de l'année - humour (2004[53], 2007[54], 2008[55])

### Gala Les Olivier
- Variété humoristique de l'année (2007, 2008)

### Prix Gémeaux
Source : Académie du prix Gémeaux.
- Meilleur spécial de variétés (février 1988)
- Meilleur spécial humoristique (1991, 1992, 1994, 1996, 2007, 2008, 2011, 2012, 2013, 2016[57], 2019[58])
- Meilleure émission spéciale ou série : humour (2023[59])
- Meilleure réalisation : variétés toutes catégories (1987, février 1988)
- Meilleure réalisation : comédie de situations, spécial ou série humoristique (1990, 1991)
- Meilleure réalisation : humour (2008, 2011, 2012, 2013, 2014, 2016, 2017[60], 2019, 2020[61], 2021[62], 2022[63])
- Meilleure réalisation émission spéciale ou série : humour (2023)
- Meilleur texte : série ou spécial humoristique (1987, 1991, 1992)
- Meilleur texte : humour, variétés, talk-show (2007, 2008)
- Meilleur texte : humour (2012, 2013, 2021)
- Meilleure direction photographique ou éclairage : humour, variétés, arts de la scène, talk-show (2007, 2008)
- Meilleure direction photographique ou éclairage : humour, variétés toutes catégories (2011, 2013, 2016, 2018[64], 2021)
- Meilleure direction photographique ou éclairage : humour, magazine, variétés toutes catégories (2023)
- Meilleur montage : humour, variétés toutes catégories (2012, 2013)
- Meilleur montage : humour, magazine, variétés toutes catégories (2023)
- Meilleur son : humour, variétés, arts de la scène, talk-show (2007)
- Meilleur son : humour, variétés toutes catégories (2013, 2014, 2015[65], 2018, 2022)
- Meilleur habillage graphique : toutes catégories (2023)
- Meilleurs décors : toutes catégories (février 1988)
- Meilleurs décors : toutes catégories variétés, magazines, affaires publiques, sports (2011, 2012, 2013, 2014, 2016, 2018, 2022)
- Meilleurs décors : magazines, affaires publiques, sports, variétés toutes catégories (2023)
- Meilleure création de costumes : toutes catégories (2011, 2013, 2017, 2018)
- Meilleure création de costumes : humour, variétés toutes catégories (2020, 2021)
- Meilleure création de costumes : fiction, humour, variétés toutes catégories (2023)
- Meilleurs maquillages : toutes catégories (février 1988, 1990, 1992, 1996)
- Meilleurs maquillages / coiffures : toutes catégories (1997, 2007, 2008, 2011, 2013, 2016, 2017, 2018)
- Meilleurs maquillages / coiffures : humour, variétés toutes catégories (2020, 2021, 2022)
- Meilleurs maquillages et coiffures : fiction, humour, variétés toutes catégories (2023)
- Meilleure interprétation : toutes catégories de variétés, des arts de la scène ou d'humour (1987)
- Meilleure interprétation : série ou spécial humoristique (1991, 1992)
- Meilleure interprétation : humour (2004, 2007, 2008, 2012, 2013, 2016, 2017, 2019, 2022)

### Zapettes d'or
- Éclat de rire (2021[66])